# Bataille de Narva (1704)
Pour les batailles homonymes, voir bataille de Narva.
Grande guerre du Nord
Batailles
- Riga I
- Narva I
- Daugava
- Rauge
- Erastfer
- Kliszów
- Hummelshof
- Nöteborg
- Saladen
- Pułtusk
- Jēkabpils
- Narva II
- Poznań
- Punitz
- Gemauerthof
- Varsovie
- Hrodna
- Fraustadt
- Kletsk
- Kalisz
- Holowczyn
- Malatitze
- Lesnaya
- Poltava
- Perevolochna
- Helsingborg
- Viborg
- Riga II
- Baie de Køge
- Fladestrand
- Gadebusch
- Bender
- Pälkäne
- Storkyro
- Hangö Oud
- Fehmarn Bält
- Rügen
- Kristiania (Oslo)
- Stralsund
- Dynekilen
- Osel
- Stäket
- Grengam

La bataille de Narva de 1704 correspond au second siège par la Russie de Pierre le Grand de la ville de Narva, alors possession suédoise, lors de la grande guerre du Nord ; il s'achève le 9 août 1704 avec la prise de la ville par les Russes, suivie du massacre d’un certain nombre de ses habitants.
La première bataille de Narva avait eu lieu en 1700 et avait été remportée par l'armée de Charles XII.

## Déroulement
Quatre ans plus tard, alors que Charles XII est occupé en Pologne à combattre le roi Auguste II, le tsar se dirige de nouveau vers Narva avec une armée réorganisée, afin de prendre le contrôle du territoire de l’Ingrie:697. 
Après avoir pris Tartu le 24 juin:697, les 20 000 hommes du maréchal Boris Cheremetiev, assisté par un Français, l'ingénieur général Gaspard Joseph Lambert, mettent le siège devant Narva, dont la garnison, sous le commandant général-général Henning Rudolf Horn af Rantzien (sv) ne compte que de 3 800 fantassins et 1 300 cavaliers. 
Après un long siège suivi d’une attaque sur trois fronts, les Russes prennent Narva le 20 août 1704, massacrant des centaines de membres de la garnison et de résidents suédois avant que le tsar ne les arrête:69. Environ 3 200 personnes périssent victimes du siège et de ses suites ; le général Horn, plusieurs officiers et un grand nombre de soldats suédois sont capturés. Les Russes perdent jusqu'à 3 000 hommes. 
Le 30 août, Pierre Ier y signe le traité de Narva avec Auguste II et les magnats polonais opposés à Stanislas Leszczynski.
Le 11 septembre, les citoyens de Narva font serment d'allégeance au tsar dans la cour de la mairie et la ville est incorporée à la Russie.